# 里格港
里格港（羅馬化：Bandar Rig）是伊朗的城市，位於該國西南部波斯灣沿岸，由布什爾省負責管轄，距離首府布什爾約60公里，處於海拔水平面，2006年人口5,257。